# Masao Takemoto
Masao Takemoto (jap. 竹本正男 Takemoto Masao;  ur. 29 września 1919 Hamada, zm. 2 lutego 2007 w prefekturze Kanagawa koło Tokio) – gimnastyk japoński, wielokrotny medalista igrzysk olimpijskich i mistrzostw świata.
Takemoto zaliczał się do czołówki światowej w latach 50. Na trzech olimpiadach zdobył łącznie siedem medali, w tym złoto w wieloboju drużynowym na igrzyskach w Rzymie w 1960, kiedy miał już ukończone 40 lat (sięgnął wówczas również po srebro w ćwiczeniach na drążku, a wielobój indywidualnie ukończył na 5. miejscu). Indywidualnie był dwukrotnie mistrzem świata w ćwiczeniach wolnych, tytuły wywalczył w Rzymie w 1954 i Moskwie cztery lata później. Wchodził w skład drużyny japońskiej, która szczególnie zapisała się wyrównanymi zmaganiami z silnym zespołem radzieckim.
W 1997 został uhonorowany miejscem w Międzynarodowej Hall of Fame Gimnastyki.

## Medale olimpijskie
- Helsinki 1952
  - 2. miejsce (skok)
- Melbourne 1956
  - 2. miejsce (wielobój drużynowy)
  - 3. miejsce (ćwiczenia na kółkach)
  - 3. miejsce (ćwiczenia na poręczach)
  - 3. miejsce (ćwiczenia na drążku)
- Rzym 1960
  - 1. miejsce (wielobój drużynowy)
  - 2. miejsce (ćwiczenia na drążku)

## Medale mistrzostw świata
- Rzym 1954
  - 1. miejsce (ćwiczenia wolne)
  - 2. miejsce (wielobój drużynowy)
  - 3. miejsce (ćwiczenia na poręczach)
- Moskwa 1958
  - 1. miejsce (ćwiczenia wolne)
  - 2. miejsce (wielobój drużynowy)
  - 2. miejsce (skok)
  - 3. miejsce (ćwiczenia na drążku)